# 杰茜卡·麦克唐纳
杰茜卡·麦克唐纳（英語：Jessica McDonald，1988年2月28日—），美国女子足球运动员。她曾代表美国参加2007年泛美运动会足球比赛，获得一枚银牌。她也曾参加2019年世界杯女子足球赛。